# Friedrich Faßbender
Friedrich Faßbender (* 6. Juni 1893 in Köln; † 29. Juli 1981 in Halle (Saale)) war ein deutscher Mediziner.

## Leben
Der Sohn eines Bäckermeisters studierte seit 1913 Medizin. Im nächsten Jahr trat er in den Kriegsdienst und wurde verwundet. Nach seiner Genesung konnte er das Studium fortsetzen, bestand 1917 sein Physikum und wurde zum Unterarzt ernannt. Seit 1918 studierte er unter anderem Nationalökonomie an der Universität Bonn sowie in Jena. In Jena wurde er 1920 approbiert und zum Doktor der Medizin promoviert. In Düsseldorf absolvierte er 1920/1921 eine Weiterbildung an der Sozialhygienischen Akademie.
Seit 1921 fungierte Faßbender als Stadt-, Armen- und Gefängnisarzt in Mülheim an der Ruhr. Noch im selben Jahr wurde er zum Betriebsarzt bei Thyssen ernannt. 1925 ging er als Stadt- und Fürsorgearzt nach Frankfurt-Höchst. Im Folgejahr wurde er daneben Kolonnenarzt beim Arbeiter-Samariter-Bund und Sportarzt des Arbeitersportkartells. Da diese Organisationen als marxistisch galten, musste er seine Stelle in Höchst aufgeben. In Berlin war er seit 1934 Vertrauensarzt bei der AOK und leitete bis 1937 die dortige Tuberkulose-Zentrale. 1934 bis 1945 war er außerdem wissenschaftlicher Referent des Springer-Verlags. In Merseburg hatte er seit 1937 das Amt des Landesvertrauens- und Beratungsarztes der Landes- und Sozialversicherungsanstalt Sachsen-Anhalt inne. Am 8. Juni 1937 beantragte er die Aufnahme in die NSDAP und wurde rückwirkend zum 1. Mai desselben Jahres aufgenommen (Mitgliedsnummer 4.154.423).
1946 wurde er Mitglied der SED. 1947 stieg er zum Abteilungsleiter im Ministerium für Gesundheitswesen in Sachsen-Anhalt auf. Im Jahr 1949 erhielt Faßbender an der Universität Halle einen Lehrauftrag für Sozialhygiene. 1953 sollte er Professur mit Lehrauftrag wahrnehmen und wurde als kommissarischer Leiter des Instituts für Sozialhygiene eingesetzt. In der nächsten Zeit erhielt er mehrere Male von der Fakultät für Medizin den Vorschlag, zum ordentlichen Professor ernannt zu werden. Zwar hatte er nicht habilitiert, dafür aber viele Werke veröffentlicht, was als Ersatz für eine Habilitation akzeptiert wurde. 1955 allerdings lehnte das Staatssekretariat für Hoch- und Fachschulwesen den Vorschlag ab, mit der Begründung, Faßbender sei fachlich nicht qualifiziert.
Die Professur mit Lehrauftrag erhielt Faßbender schließlich 1957, allerdings wurde er bereits im nächsten Jahr auf eigenen Wunsch emeritiert. 1963 und 1973 wurde er mit dem Vaterländischen Verdienstorden ausgezeichnet. Er starb 1981 im Alter von 88 Jahren in Halle. 